# Press francés

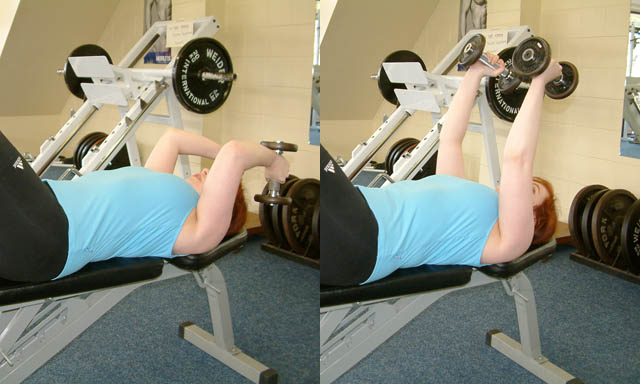
Press francés acostado

El press francés es un ejercicio de fuerza utilizado de muchas formas diferentes de levantamiento de pesas. Es uno de los ejercicios más estimulantes para todo el grupo muscular del tríceps, en la parte superior del brazo. Se trabaja los tríceps del codo y todo el recorrido hasta el músculo dorsal ancho. Debido a su pleno uso del grupo muscular del tríceps, las extensiones de tríceps son utilizados por muchos como parte de su régimen de entrenamiento.

## Ejecución
1. Acuéstate sobre un banco plano con los pies en el suelo y la cabeza colgando al lado de la parte superior del banco, de modo que el borde del banco se basa en la boca entre el cuello y la cabeza.
2. Toma la barra con un agarre en pronación (palmas de las manos lejos del cuerpo) y mantenerla por encima de la cabeza de modo que los brazos están soportando el peso. No mantener los brazos extendidos sobre la superficie a las 12 horas, sino más bien en un ángulo más a las 10 horas, con los pies a las 3. Todo el peso debe estar en el tríceps.
3. Ahora dobla los brazos por el codo, coloca la barra hacia abajo cerca de la parte superior de la frente.
4. Mantén los codos en la misma posición, no dejes que se balanceen hacia el exterior.
5. Presiona de nuevo hasta la posición de partida 10 en punto. Trata de evitar el movimiento de los codos demasiado, trata de mantener la misma anchura durante todo el movimiento.